# Badminton-Europameisterschaft für Behinderte
Badminton-Europameisterschaften für Behinderte (auch Parabadminton-Europameisterschaft genannt) werden seit 1995 ausgetragen. Austragungsorte im deutschsprachigen Raum waren Dortmund 1997, 2008 und 2012, sowie Filzbach im Jahr 2010. 2018 fand in Rodez in Frankreich die 11. Parabadminton-EM statt.

## Austragungsorte
| Jahr | Nr.  | Gastgeber        | Datum                       |
| ---- | ---- | ---------------- | --------------------------- |
| 1995 | I    | Stoke Mandeville |                             |
| 1997 | II   | Dortmund         |                             |
| 1999 | III  | Tel Aviv-Jaffa   |                             |
| 2004 | IV   | Tilburg          | 18. bis 20. Juni            |
| 2006 | V    | La Rinconada     | 8. bis 10. September        |
| 2008 | VI   | Dortmund         | 21. bis 25. Mai             |
| 2010 | VII  | Filzbach         | 22. bis 24. Mai             |
| 2012 | VIII | Dortmund         | 6. bis 10. Juni             |
| 2014 | IX   | Murcia           | 11. bis 14. September       |
| 2016 | X    | Beek             | 25. bis 30. Oktober         |
| 2018 | XI   | Rodez            | 30. Oktober bis 4. November |
| 2020 | -    | -                | abgesagt                    |
| 2023 | XII  | Rotterdam        | 15. bis 20. August          |